# Harkhuf
Harkhuf, a volte riportato come Hirkhuf o Horkhuef (fl. circa XXIII secolo a.C.), è stato un governatore egizio durante la VI dinastia.
Visse durante i regni dei faraoni Merenra I e Pepi II e alcuni dettagli della sua vita sono noti grazie alle iscrizioni autobiografiche rinvenute sulle pareti della sua tomba a Qubbet el-Hawa, presso Assuan.

## Biografia
| V28 | D2 · D21 | Aa1 | G43 | I9 |

 ḥr-ḫwj.f - Harkhuf (Horo è la sua protezione)

Nativo di Elefantina, divenne governatore della parte meridionale dell'Alto Egitto e sovrintendente delle spedizioni sotto il regno di Merenra I: tali ruoli prevedevano l'instaurazione ed il mantenimento di legami commerciali e politici con la Nubia, in previsione di un'espansione egizia verso sud.

Harkhuf viaggiò per distanze considerevoli fino ad un territorio nubiano chiamato Yam, che con molta probabilità corrisponde alle piane fertili che si aprono a sud dell'odierna Khartoum, alla congiunzione tra il Nilo Azzurro ed il Nilo Bianco. L'egittologo Jean Yoyotte, invece, ritiene che Yam si dovesse trovare più a nord nel deserto libico.
Dalle iscrizioni nella sua tomba è noto che Harkhuf condusse almeno quattro spedizioni dall'Alto Egitto fino a Yam, dalle quali tornò ogni volta carico di merci per il faraone. Più particolare fu la quarta spedizione in quanto, oltre al consueto bottino, Harkhuf riuscì a procurarsi un "nano danzante", trattasi quasi certamente di un autentico pigmeo. Ormai ritornato in sicurezza in Alto Egitto, Harkhuf comunicò al giovanissimo faraone Pepi II il suo ritorno, citando i grandi doni portati da Yam, pigmeo compreso. Il re-bambino in persona, assai incuriosito, rispose al governatore ed esploratore con una lettera di ringraziamento, della quale segue un estratto:

«Ho notato il motivo di questa lettera che tu hai inviato al re, al palazzo, in modo che uno (il re) possa sapere che sei ritornato sano e salvo da Yam insieme ai soldati che erano con te. Tu hai detto in questa lettera che hai portato grandi e bellissimi doni (...). Tu hai detto in questa lettera che hai portato un nano danzante del dio dalla terra degli spiriti, simile al nano che il tesoriere del dio, Burded, portò da Punt ai tempi di Isesi. Tu hai detto alla Mia Maestà: "Nessuno ne ha uno come questo, che sia stato portato da chiunque si sia recato in Yam".»
(...)

«Torna alla corte subito, devi portare con te questo nano che hai preso vivo, prospero ed in salute dalla terra degli spiriti, per la danza del dio, per rallegrare ed allietare il cuore del Re dell'Alto e Basso Egitto Neferkara (Pepi II),  che viva in eterno. Quando si troverà con te sulla nave, incarica gente capace che stia al suo fianco su ciascun lato della nave (per evitare che possa cadere in acqua). Quando alla notte dormirà, incarica gente capace che gli dorma accanto nella sua tenda. Controllalo dieci volte per notte! La Mia Maestà desidera vedere questo nano ancor più dei doni dal Sinai e da Punt. Se, quando arriverai a corte, avrai questo nano con te vivo, prospero ed in salute, la Mia Maestà farà per te una cosa più grande di quanto venne fatto al tesoriere del dio, Burded, al tempo di Isesi, in accordo col desiderio del cuore della Mia Maestà di vedere questo nano.»

Una lettera del genere rappresentava un enorme onore, ed Harkhuf non mancò di riprodurla integralmente sulla facciata della propria tomba, essendo le pareti interne già decorate con i racconti delle sue precedenti spedizioni. È grazie a questo espediente che si è preservata l'unica lettera reale completa dell'Antico Regno.